# Guillermo Morón
Guillermo Morón Montero (Carora, 8 de febrero de 1926-Caracas, 19 de noviembre de 2021) fue un escritor, periodista, investigador, profesor universitario e historiador venezolano.

## Biografía
Nació el 8 de febrero de 1926 en Carora, Venezuela. Fue hijo de una maestra de escuela y durante sus estudios fue alumno de Cecilio Zubillaga Perera. Estudió bachillerato en Carora y Barquisimeto y desde muy joven empezó a escribir en los periódicos El Diario de Carora y El Impulso de Barquisimeto. Su maestro Cecilio Zubillaga le recomendó estudiar historia por lo que ingresó en el Instituto Pedagógico de Caracas del que egresó como profesor de Historia y Geografía. Regresó a su estado natal como profesor del Liceo Lisandro Alvarado. Fue secretario privado del gobernador del estado Lara, Carlos Felice Cardot, quien le ayudó a conseguir un beca en 1949 para estudiar en la Universidad Central de Madrid (hoy Complutense), donde se doctoró en Historia en 1954. Después estudió en las universidades alemanas de Gotinga y Hamburgo, en la especialidad de Filosofía de la Cultura y Lenguas Clásicas hasta 1958.
A su regreso a Venezuela empezó a escribir su Historia General de Venezuela. Ese mismo año de 1958 ingresó en la Academia Nacional de la Historia. También fue director de la revista Shell y trabajó como profesor de geografía, historia y ciencia en el Instituto Pedagógico Nacional de Caracas. De 1974 a 1985 dictó la cátedra de Historia de Venezuela en la Universidad Simón Bolívar. Morón también trabajó como periodista en la revista El amigo del hogar y publicó columnas en los periódicos El Impulso, El Nacional y El Heraldo. Fue director de la Academia Nacional de la Historia de Venezuela entre 1986 y 1995 y fundador de los Departamentos de Investigación y Publicaciones de dicha Academia desde donde impulsó la edición de numerosas obras de historia venezolana y la publicación de una colección denominada El libro menor. En su obra narrativa se destacan Historia de Francisco y otras Maravillas, El Gallo de las Espuelas de Oro, Catálogo de Mujeres, Los Hechos de Zacarías y Ciertos Animales Criollos.
Entre los años 1991 y 1993 también hacía los micros televisivos de historia de Venezuela Vamos a Ver, los cuales eran patrocinados por la Fundación Latino (del banco homónimo) y transmitidos a través de Venezolana de Televisión.

## Obra
- El libro de la fe (1955)
- Los Cronistas y la Historia (1957)
- Los borradores de un Meditador (1958)
- Historia de Venezuela (1960)
- Historia política de José Ortega y Gasset  (1960)
- Imágenes y nombres (1972)
- Microhistorias (1980)
- Textos sobre Lisandro Alvarado (1981)
- Historia de Francisco y otras maravillas (1982)
- El gallo de las espuelas de oro (1984)
- Homenaje a Don Rómulo Gallegos (1984)
- Ciertos animales criollos (1985)
- Los más antiguos (1986)
- Son españoles (1989)
- Los presidentes de Venezuela (1993)
- El catálogo de las mujeres (1994)
- El Caribe y las relaciones hemisféricas de América (1998)
- Patiquines, pavorreales y notables (2002)
- Memorial de agravios (2005)
- Los imperios y el imperio (2013)